# ON (SURFACEのアルバム)
『ON』（おん）は、SURFACEの7枚目のオリジナルアルバム。2019年7月24日にソニー・ミュージックダイレクトよりリリースされた。

## 概要
前作『Invitation No.6』から約11年ぶりにリリースされた、2018年のSURFACE再始動後初のオリジナルアルバムである。CDはBlu-spec CD2仕様となっている。
初回生産限定盤と通常盤の2種類の仕様でリリースされ、初回生産限定盤にはDVDが付属している。DVDには、「Is life beautiful? 」と「僕たちの声」のミュージックビデオとインタビューが収録されている。

## 収録内容

### CD
全作詞曲 : 椎名慶治
1. Is life beautiful?
編曲:椎名慶治・門脇大輔
2. NANANA
編曲:椎名慶治・永谷喬夫
3. やってみようよ
編曲:椎名慶治
4. 死が二人を分かつまでは
編曲:椎名慶治
5. spilt milk
編曲:椎名慶治
6. また僕はうなずく
編曲:椎名慶治・涌井啓一
7. 君を平穏から救い出せるのは
編曲:椎名慶治
8. LIKE a CAT -transit mix-
編曲:椎名慶治・永谷喬夫
9. 切り拓けマイセルフ
編曲:椎名慶治
10. 傷痕
編曲:椎名慶治・永谷喬夫
11. 僕たちの声
編曲:椎名慶治・永谷喬夫

### DVD (初回生産限定盤のみ)
1. Is life beautiful? -Music Video-
2. 僕たちの声 -Music Video-
3. Interview